# مخطط التحجم

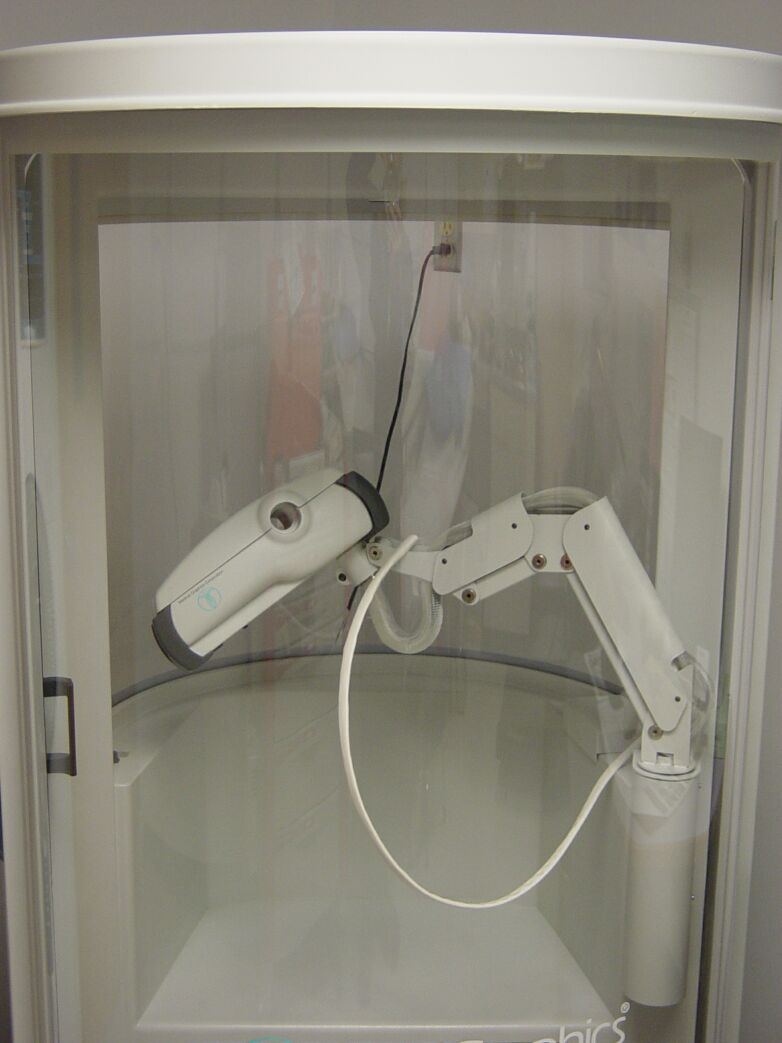

مُخطط التحجم يُعد أداة لقياس التغيرات في الحجم داخل العضو أو الجسم كله (عادةً ما ينتج من التقلبات في كمية الدم والهواء). وهذا اللفظ مشتق من اللفظ اليوناني (plethysmos) بمعنى (الزيادة والتوسع والكمال)، ولفظ (graphos) بمعنى (الكتابة).

## دراسة الأعضاء

### 1- الرئتان
يستخدم عادةً مُخطط التحجم لقياس السعة الوظيفية المتبقية للرئتين وحجم الرئتين عندما تكون عضلات التنفس في حالة استرخاء، وقياس السعة الكلية للرئة. يحدث الاختبار داخل غرفة مغلقة في حجم مقصورة (كشك) هاتف صغير مع قطعة فم واحدة. وفي نهاية الفترة طبيعية، يتم إغلاق قطعة الفم، ثم يطلب من المريض بذل مجهود تنفسى عنيف. وعندما يحاول المريض أن يستنشق (كأنه يلهث)، تتسع الرئتان ويقل الضغط داخل الرئتين ويزداد حجم الرئة، وهذا يزيد من الضغط داخل الصندوق لأنه نظام مغلق وينخفض حجم الصندوق لاستيعاب الحجم الجديد للموضوع.